# Бочаров, Геннадий Николаевич
Геннадий Николаевич Бочаров (род. 25 сентября 1935, Духовское, Спасский район) — советский, российский журналист, писатель.

## Биография
Родился 25 сентября 1935 года в селе Духовское Спасского района Приморского края. В возрасте 1,5 лет переехал с родителями в посёлок шахты Капитальная на Донбассе. В документах местом рождения указано другое.
Учился в Харьковском автодорожном институте (1963).
С 1966 года работал специальным корреспондентом и обозревателем газеты «Комсомольская правда». Затем, с 1982 по 1991 и c 1998 по 1999 годы — обозреватель газеты «Литературная газета». Потом политический обозреватель ТАСС и газеты «Известия».
С 2015 стал обозревателем и колумнистом издания «Российская газета». Также публикуется в историческом журнале «Родина» (входит в состав изданий, выпускаемых ФГБУ «Редакция „Российской газеты“»).
В качестве специального корреспондента Бочаров побывал более, чем в пятидесяти государствах мира, в том числе — в его «горячих точках».
Бочаров член Союза писателей Москвы. Входил в состав правления советского Фонда авиационной безопасности.

## Награды и звания
- Орден Красной Звезды, медали СССР
- Лауреат премии Ленинского комсомола в области литературы (1978)
- Удостоен высших профессиональных наград: премии Союза журналистов СССР, премии им. Михаила Кольцова, премии им. Владимира Гиляровского, премии «Золотое перо России» (2011)[3]
- Почётные знаки им. Ю. А. Гагарина и академика С. П. Королева

### Книги
- Геннадий Бочаров. Флаги над степью / Г. Н. Бочаров, И. И. Дуэль. (Новое в жизни, науке, технике. 10 серия. Молодежная ; [вып.] 23). — М.: Знание, 1966. — 48 с.
- Геннадий Бочаров. Жизнь и миг. — М.: Молодая гвардия, 1974.
- Геннадий Бочаров. Адреса десятой пятилетки : сб. / Г. Бочаров, В. Карнюшин.. — М.: Молодая гвардия, 1976. — 186 с.
- Геннадий Бочаров. Непобежденный. — М.: Молодая гвардия, 1978. — 192 с.
- Геннадий Бочаров. Горячие секунды жизни. Афганистан: молодые герои революции. — М.: Молодая гвардия, 1980. — 96 с.
- Геннадий Бочаров. Смерть стюардессы. — М.: Комсомольская правда, 1980. — 48 с.
- Геннадий Бочаров. Лучшее, что человеку выпадает. — М.: Политиздат, 1982. — 310 с.
- Геннадий Бочаров. Человек не остров : Америка, Европа, Африка, Азия : док. рассказы. — Алма-Ата: Жалын, 1983. — 287 с.
- Геннадий Бочаров. Что человек может : [тринадцать историй о мужестве] / Г. Бочаров. Яркий огонек в огне : [очерки] / Ю. Грибов.. — М.: Правда, 1984. — 383 с.
- Геннадий Бочаров. Как остаться непобежденным. — М.: Политиздат, 1985. — 335 с.
- Геннадий Бочаров. Поле жизни : (о Герое Сов. Союза Н.П. Чепике). — М.: Молодая гвардия, 1985. — 111 с.
- Геннадий Бочаров. Подвиг Николая Чепика. — М.: Молодая гвардия, 1986. — 111 с.
- Геннадий Бочаров. Был и видел… : (Афганистан, 1986 г.). — М.: Политиздат, 1987. — 62 с.
- Геннадий Бочаров. Чистые вершины : истории о мужестве и милосердии : кн. для чтения с коммент. на исп. яз./ Г.Н. Бочаров, коммент. Т.Г. Бойко. — М.: Русский язык, 1989. — 316 с.
- Геннадий Бочаров. Русская рулетка. — М.: Евразия+, 2002. — 144 с.
- Геннадий Бочаров. Закат солнца вручную : хроника жизненных драм и ощущений. — М.: Молодая гвардия, 2007. — 697 с.
- Геннадий Бочаров. Умба : повесть-мираж : памяти сиятельного двадцатилетия, 1965–1985 гг.. — М.: Евразия+, 2020. — 143 с.
- Список трудов Г. Н. Бочарова в каталоге Российской национальной библиотеки

### Избранные статьи
- Бочаров Г. Непобежденный / Очерк о подвиге военного летчика Юрия Козловского, который в 1973 году во время тренировочного полета отвел падающий сверхзвуковой истребитель-бомбардировщик от жилых кварталов Читы. — «Комсомольская правда», 4 февраля 1977 года.
- Бочаров Г. Ребята с нашего двора. / Куда шагнули из обычного крохотного посёлка мальчишки военных лет / Геннадий Бочаров // Родина. — 2016. — № 1. Автобиографическая статья о военном детстве
- Бочаров Г. Небо Нади Курченко. / Сорок пять лет назад в неравной схватке за жизнь авиапассажиров была убита 19-летняя стюардесса «Аэрофлота» Надежда Курченко / Геннадий Бочаров // Родина. — 2015. — № 10. Статья о стюардессе Надежде Курченко. Геннадий Бочаров был в числе первых журналистов, написавших о подвиге и судьбе Надежды Курченко, погибшей в результате захвата самолёта Пранасом Бразинскасом и его сыном Альгирдасом 15 октября 1970 года

### Сценарии
- «Даешь БАМ!» Кинолетопись строительства Байкало-Амурской магистрали, 1974
- «Выше гор», 1988